# 李翔宙
李翔宙（1952年8月2日—），中華民國陸軍二級上將（退役）、無黨籍政務官、大使衔外交官、美國喬治城大學校友、台大EMBA與興大國務所雙碩士，籍貫河南省新鄉縣，生於屏東縣東港鎮共和新村，為中華民國國軍留美將領之一，曾任駐丹麥大使、陸軍官校正43期實習旅長、總統官邸警衛室（大安警衛室）內衛組主任、陸軍飛彈指揮部指揮官、李總統府副侍衛長、國防部參謀本部情報參謀次長室助理次長兼執行官、國防部電訊發展室主任、陸軍澎湖防衛指揮部指揮官、陸軍教育訓練暨準則發展指揮部指揮官、國防大學副校長、國防大學戰爭學院院長、憲兵司令部司令、國防部參謀本部副參謀總長、陸軍司令部司令、國防部軍備副部長、國家安全局局長、總統府國策顧問與國軍退除役官兵輔導委員會主任委員。由於曾創立「陸軍司令部落格」改善基層弊病，李翔宙在國軍基層被盛譽為是近10年來「評價最高的陸軍司令」。

## 生平

### 家庭與早年教育
李翔宙生於臺灣屏東縣東港鎮的共和新村，一個中華民國空軍眷村。畢業於東隆國小、陸軍軍官預備學校11期、陸軍軍官學校43期（同期同學有吳斯懷、陸小榮、陳再福、程士瑜、李清國、王春江等人）砲兵科、除先後完成陆军官校正規班1974年班（民國63年班）、陆院1989年班（78年班）、战院1991年班（80年班）等軍事學歷外，任職期間也獲得國立臺灣大學管理學院高階管理碩士、國立中興大學國家政策與公共事務研究所碩士及美国乔治城大学战略研究班等，國內外高階管理、戰略研究學歷。

### 服役早期
李翔宙早年擔任MIM-23鷹式飛彈排少尉排長時，曾有美軍派員前往台灣進行測考，當時李翔宙幾乎半年都睡在飛彈旁，但正當測考要進行之前，其機件發生故障，眾人著急，李翔宙他一眼就能看出問題，換個零件上去馬上可用，在測考時創下「零」扣分紀錄，讓美軍測考官也看得瞠目結舌，這項高掛美軍全球海外測考的紀錄，迄今無人能並列其右。
李翔宙在花蓮市任職飛彈營中校營長期間，由於該飛彈營負責東部地區最主要防空任務，所以十分重視各單位考核及安全，營區管制十分嚴密。

### 陸軍飛指部指揮官
李翔宙1996年出任陸軍飛彈指揮部指揮官後，負責部署美國對台軍售中的3套愛國者飛彈、訓練相關人員，面對中共在沿海部署飛彈威脅，當時為建立台灣反飛彈防空網。於南港聯勤202廠設基地時，李翔宙出面與里民溝通，並向媒體說明，專業理性，安定民心，化解不少阻力，嶄露頭角，獲前總統李登輝等層峰賞識。

### 李總統官邸警衛室內衛組主任
李翔宙調任大安警衛室內衛組主任時，前總統李登輝至美國訪問。李總統出訪前，先遣小組原本已經和麗池卡爾登飯店達成協議，在李登輝下榻期間，將懸掛青天白日滿地紅旗以示禮遇。但在李總統即將抵達前一天，飯店人員卻在中共壓力下反悔，堅持禁止升旗，為防止反制，還把升旗用的梯子撤走，態度強硬。先遣小組組長、大安警衛室內衛組主任李翔宙對此完全無法接受，遂在李登輝抵達前帶著兩位安全人員賈利民、莊政達及當時駐洛杉磯臺北經濟文化辦事處副處長李世明共四人，攀爬上飯店塔樓，懸掛中華民國國旗，令中共高層不滿。

### 國防部電展室主任
李翔宙擔任國防部電訊發展室主任時，將「電展室」由原本大型資訊庫形態，轉化成有價值的情報蒐研單位，連美國國家安全局都曾兩度赴電展室取經，並學習電展室編成1個任務相似的電訊情報整合中心。臺灣高層原想參觀美國國家安全局的電訊情報整合中心，美軍情治高層即表示該單位為倣效臺灣電展室所組成的。由於情報整合成效顯著，於是李翔宙主導，將電展室由新店搬到林口，擴展情整功能。

### 陸軍澎防部指揮官
李翔宙調任澎防部指揮官後，凡新兵抵澎，李翔宙一定到幹訓班跟新兵聊聊，並將其手機公布，基層官士兵投訴部隊長信箱，每天都會查看，閱讀這些基層官兵反映的建議並交辦處理、追蹤結果，他曾向幕僚指示，如果因为他的重视，可以救一些官兵，他就会去做。李翔宙作風平易近人、個性好，較受人愛戴，駐防澎湖期間，經常親身參與宗教團體為官兵進行心理輔導的活動，沒有官架子，澎湖地方都很肯定李翔宙的為人。
由於過去軍方使用實彈射擊，常造成海中魚類大量死亡，漁民氣的跑來破口大罵，軍民關係緊張，為避免破壞漁場生態影響漁民生計，李翔宙到任後改採發射照明彈方式，驗證官兵火炮實際操演及射擊的成果，大幅減少民意反彈，因而廣獲澎湖縣鄉親及環保人士肯定。
時任澎湖縣長王乾發十分感謝李翔宙在任內用情、用心的來照顧與支持澎湖，將澎湖軍民視為一家人，特別是軍方同意讓民眾行經陸軍天祥營區的土地，及各個廢棄營區土地的釋出，讓澎湖縣政府開闢計畫道路得以順利的執行，嘉惠全民。澎湖縣長王乾發聞訊李翔宙榮調時感到十分不捨，並指出：「澎湖的地理環境相當的特殊，而國軍是澎湖最安全、最親切的好朋友，除了給予李翔宙指揮官最誠摯的祝福外，也期許駐防在澎湖的官兵弟兄，能夠成為澎湖發展的勤力後盾、澎湖鄉親最好的朋友；近年來，澎湖的官兵在李翔宙指揮官的領導下，不僅執行了地區警備、保安、民防等任務，更積極的協助地方弱勢團體及特定災損救助與防制，大力協助支援地方各項民事需求，協助地方政府建設，如：集水、造林綠化、配合地方發展、開放軍事管制區等，澎防部李翔宙指揮官親民近民的懿德已深植民心，廣獲澎湖民眾的好評。」也因此當李翔宙準備要調回臺灣出任陸軍教準部指揮官前，澎湖縣長王乾發特別親自致贈「澎湖榮譽縣民證」給李翔宙指揮官，表達這是全澎湖縣鄉親對李翔宙指揮官由衷的謝意與祝福，並請李翔宙指揮官有空能常回到澎湖走一走、看一看老朋友，王縣長這一番說辭，讓即將榮調的李翔宙也感到難捨難分，李翔宙強調：「澎湖是他第二個故鄉，他也愛上澎湖這一塊美麗之島，他也以身為「澎湖榮譽縣民」為榮。」

### 憲兵司令

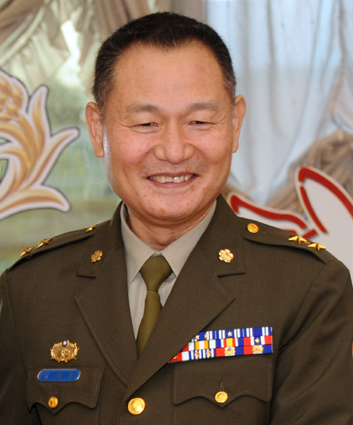
李翔宙中將，憲兵司令任內

李翔宙擔任憲兵司令期間，將其手機公布，隨時接聽士兵問題，並製作「國軍官兵權益服務卡」於各地發放供官兵使用，曾有民眾根據該卡片提供電話檢舉，破獲歷年來第二大販毒案。2010年6月30日媒體報導女性憲兵站哨吹電風扇後，7月2日，李翔宙搭火車於中午南下，直接前往花蓮機場，告知營長要親身體會站衛兵，依規定穿戴勤務盔、防彈背心、T91自動步槍共計11.3公斤之裝備後，站下午二時到四時衛哨，以驗證衛哨勤務要求是否合理，由於事前未告知空軍司令部，負責的又是行人較少的油庫哨所，當天空軍根本不知道。有關李翔宙以身示範在大熱天站哨之事，在憲兵內部傳開後，官兵相當受到鼓舞，司令部熱線信箱都是幹部、男女基層士官兵的肯定反應。。
擔任憲兵司令期間同時就讀於國立中興大學國家政策與公共事務研究所碩士在職專班，指導教授為前監察委員袁鶴齡，碩士論文題目為：「美、中、臺戰略三角互動框架下兩岸信心建立措施之研究」，並曾投書於國立政治大學國際關係研究中心的《全球政治評論》發表期刊論文：「中國大陸推動公共外交政策之探析」。

### 陸軍司令

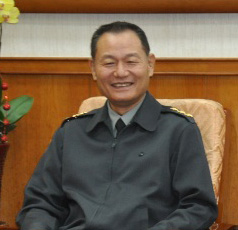
李翔宙，陸軍司令任內

李翔宙擔任陸軍司令時以大力推動多項陸軍內部改革而最為人所印象，任期內傾盡全力試圖改變陸軍的不良文化、幹部素質和各種管理、運作的模式，矯正陳襲已久的積弊。另辦理各種幹部講習班，從高階幹部以迄基層士官，皆由陸軍司令李翔宙上將親自主持座談及授課，各項課目也要求由中將副司令以下高勤官及各處室主管上課。陸軍司令李翔宙上將並勤走陸軍學院及官校，給學員生講授軍人的核心價值、人文素養和領導統御的要領。為了傾聽基層的聲音，瞭解部隊的潛在問題和不合理之處，創設了「司令部落格」，並且親自逐一批閱和處理各方反應意見，從不假手他人。陸軍參謀長羅際琴中將曾勸李翔宙不必如此辛苦，這些事務交由中將副司令等高勤官協助處理即可。但陸軍司令李翔宙上將表示，陸軍正面臨轉型的關鍵時刻，「新訓回歸、聯勤併編」，募兵制更已到了緊鑼密鼓的階段，必須在第一時間確實掌握最基層的心聲和問題，為他們解決疑難雜症。由於每日入夜後送進來的基層反映意見平均有數十件之多，光核閱和指導處室處理，就要花上好幾個小時，因為每天還會有新的意見和問題進來，故李翔宙堅持每天的意見都要當天完成分辦。陸軍司令李翔宙上將帶兵時常說：「士官兵的事就是幹部的事，他常期勉幹部要有醫生濟世的博愛胸懷、傳教士說教的執著態度、無名英雄犧牲的奉獻精神。也說，當前現役陸軍官兵，本著以「為陸軍寫歷史」的責任感，繼續做好傳承工作，把陸軍最好的一面呈現在國人面前。」
2011年11月28日，更是首創國軍建置「請幫幫我多元溝通部落格」。為了暢通陸軍上、下級與官兵、幹部間有效的溝通管道，拉近與各基層官兵距離，陆军司令李翔宙上將一上任後立即指示國防部陸軍司令部通資處設計、建置該網站，原先規劃在2012年元旦啟用的資訊服務平台，提前在11月底上線使用，自11月28日正式上線啟用以來，短短2週內已有超過一萬一千人次點閱。網站以多元面向，拉近國防部陸軍司令部與各基層官兵距離，提供正確的意見抒發管道；內容包括幹部運用的「重要命令」，以及提供官兵運用的溝通橋樑「司令部落格」。其中，「重要命令」的設置目的，在於快速傳遞「指揮官訊息」至各基層單位主官，而訊息內容亦區分軍團、旅（群）、營、連等層級，可讓各級主官清楚各層級必須貫徹的重要工作。「群級以上主官簡訊系統」，各級主官則可將「指揮官訊息」，經由「簡訊」傳至所屬主官或指定個人手機上，適時提醒、叮嚀或關懷官兵營內外狀況；其中，「司令部落格」則是做為陆军司令李翔宙上將本人與官兵間溝通、工作指導與經驗分享的園地，內容包括：「Q＆A」、「工作ing」與「小宇宙大道理」共3項，「Q＆A」：官兵可以透過國軍網路向陆军司令李翔宙本人反映意見及抒發心靈、「工作ing」：工作成果不如預期，陆军司令李翔宙本人親自藉此導正錯誤與經驗分享、「小宇宙大道理」：陆军司令李翔宙本人親自分享一些小經驗，建立官兵共識。針對此項一大軍事改革，李翔宙表示，對於基層部隊的年輕官兵來說，簡訊、e-mail或部落格，是最熟悉的溝通管道，就像美軍也廣泛運用新媒體，設立網站、主官部落格、社群網站等，以強化政令宣達及溝通，陆军司令李翔宙上將以「消除官兵冷漠」為資訊平台，主要就是讓官兵體認，各級幹部與官兵站在同一線上，勇於反映問題，保障官兵權益，如此對於凝聚部隊向心，促進部隊團結，有積極正面的助益。
2012年5月18日，陸軍司令李翔宙上將親赴美國，接收陸軍採購首批全球唯一第4代攻擊直升機：AH-64阿帕契直昇機E型。
2012年8月23日，陸軍官校中正堂舉行「一〇一年三軍六校院入伍生團結訓典禮」，李翔宙致詞時表示，除感謝各級幹部在入伍訓期間的辛勞付出外，並勉勵入伍生要體認學生的本分就是把書讀好、把體能鍛鍊好，希望大家回到各個學校後，除了用心於課程修習外，更應加強英文、資訊、管理、體能等學能，唯有在學校時用心的把學生的本職學能學好，不斷提昇個人品德、學養與專業知識，才能奠定爾後軍人生涯發展的良好基礎。四年後，大家也同樣要回到這裡，驗收軍事學成、養成教育的豐碩成果。李翔宙也以戰場上的一句名言：「面對敵人你只有一半的存活機率，但是背對敵人，那你當然準死無疑」為例，個人不僅要勇敢面對失敗，從挫折中汲取經驗而成長茁壯，做到「失敗為成功之母」的境界，更進一步做好準備與計畫，增加自己成功機率，尤其是在軍事養成教育中，要扎扎實實地培養決心與毅力，挺起胸膛，勇敢面對未來的各項挑戰。李翔宙最後也勉勵所有入伍生，在經歷入伍訓練後，必須找到習得成功條件的方法，為未來的理想目標找到成功的方向，並在面對未來與環境的挑戰時，化思想為信念、化態度為行動，追求卓越，即所謂「實力加信心，無敵常勝軍」的道理，自許成為一個堂堂正正的中華民國軍人。
2013年6月16日，陸軍官校89周年校慶時，李翔宙在司令部政戰主任曾有福少將與陸軍官校校長劉得金少將陪同下，親自主持校慶典禮，致詞時表示，李翔宙肯定官校教師、隊職官長期以來在軍事教育付出的貢獻與心力，激發黃埔子弟成為具有品德操守的領導者，也期勉官校生傳承黃埔精神，把握光明、充實自我，為未來奠定堅實基礎。李翔宙也表示，黃埔軍史就是中華民國國史，回顧歷史，國家長期在戰火紛亂下度過，因為先烈先賢的犧牲奉獻，才能成就當前的繁榮富庶，身為黃埔子弟，要接下傳承的使命，“以國家興亡為己任，置個人死生於度外”的精神，全力保衛中華民國國家安全。
2013年7月4日爆發洪仲丘事件，陸軍司令一開始不能對外表示意見，李翔宙只能選擇低調到洪仲丘家，前後去了5次上香致意，並希望洪家接下來對外界不要有太多發言，避免造成過多臆測，熟知軍方內情的人士，如：記者林宏展透漏：「李司令，他本身自律甚嚴，這種司令，他其實不是在作秀，他是做事的人。」、「他是一個非常愛護部屬，對事情一板一眼，然後治軍非常嚴明。我覺得我找不到他的缺點耶。」、前陸軍司令胡鎮埔：「其實，陆军司令不應該要接受這個這麼嚴重、嚴厲的處分或要承受這麼大的壓力。李翔宙，他是一個非常內斂，而且非常低調也非常負責任的一個將領，他絕對不是一個戀棧官位的將領。」李翔宙奔波跑洪家，更重要的是要查出真相。軍方消息，李翔宙是比較罕見親近士兵的長官，自己手機都可以公開，這次李翔宙被記了申誡，外傳因此沒機會再角逐參謀總長位置，意外讓大家發現到軍中人事問題。國防部軍事發言人羅紹和少將指出，洪案發生後，李翔宙曾在7月16日向國防部長高華柱請辭陸軍司令，但獲高華柱慰留；高華柱對李翔宙說：「所有政治責任由我（高華柱）來承擔，希望你能繼續做好建軍備戰工作。」8月1日，李翔宙對陸軍13萬人家長發出一封信，強調貪贓枉法的官僚只是少數，同時附上個人手機專線，讓家長或受了委屈的官兵隨時跟他本人投訴。陸軍司令要改進申訴事項，雖還要回覆到基層連隊，但為保證士兵們不被秋後算帳，李翔宙表示是由他本人直接在處理，甚至會直接運用自己的指揮體系，只要是能替全部官兵解決問題的，他會運用最有效的方式。記者林弘展也透漏，洪仲丘案發生後，李翔宙幾乎未曾回家睡過覺，今年8月2日，是洪仲丘案發快滿月之日，家人送來一張卡片，讓這位「獅子座」的鐵漢展現出難掩感傷的柔情，因為這一天是李翔宙61歲生日，但為了整頓陸軍軍紀與處理洪案，這個生日，李翔宙過得非常孤單。8月8日，李翔宙向新任國防部長嚴明二度打報告退伍，此為國軍首次有上將主動提前申請退伍，還表明無意接任總統府戰略顧問。8月12日，前陆军副司令黃奕炳中將也特地向媒體寫了封公開信，字字細數李翔宙對中華民國陸軍的付出與貢獻，也對外界猜測李翔宙退伍動機予以駁斥。律己甚嚴的李翔宙透露後來得了口咽癌的緣由，因為當時規定自己，每天只能吃一餐（早餐），做為要處理好此事的提醒，結果可能是飲食不正常而得病。如今醫療、保養得宜，醫生說已經正常有如「零」期。

### 國防部副部長
2014年1月10日，國防部發布新聞稿，嚴德發接陸軍司令，李翔宙接軍備副部長。李翔宙接任國防部副部長時，每日均上網將當日新華社任何新聞進行瀏覽，以掌握中國大陸動態。

### 國安局長
2014年5月5日，國安局局長蔡得勝以健康因素請辭，獲總統馬英九同意請辭，同時宣佈由國防部副部長李翔宙接任國安局局長。李翔宙擔任國家安全局局長時，首先調整高階人事，著手情治組織變革，成立「情報聯合應變中心」，設立國安局第7處：「網域安全處」，依性能與區分，該處分為「綜合組、研發組、反戰組及防衛組」四個工作組。以提升台灣網路戰能量。
後來國外發生茉莉花革命等事件，他也深入探討社群媒體快速傳播對時政的影響，這份研究報告就放在他的抽屜裡，時刻警惕，也促成在國安局成立大數據小組等單位。

### 退輔會主委
2017年，同期同學、八百壯士副指揮官兼發言人吳斯懷中將受訪曾說：「李翔宙一生軍旅，歷經許多重要職務，當到國安局長、退輔會主委，幾乎是史無前例，希望能從軍人立場、退伍軍人角度，維持一身黃埔傲骨，發揮政務官風範，做出明智的決定，敢為台灣長治久安而向政府高層說不，留下美好身段和歷史背影，相信他會有所拿捏。」吳斯懷也說：「李翔宙被榮民罵得很慘，很感佩他的努力，希望能與國防部一起協調和溝通。」
李翔宙為防肥貓高官轉任退輔會事業，大力改革轉投資事業高階經理人遴選機制。除延攬民間專才出任外，並訂定逐年評鑑高階幹部的獲利、投資績效制度，只要一年未達標準者，一律汰除。李翔宙亦表示所有退輔會轉投資企業的高階經理人，已經擬具完整的徵派條件，未來將擴大範圍，選派專業人才不只限於退役軍官、榮民，亦包含民間人士。
2017年10月12日，李翔宙在立法院表示已無黨無派，國民黨立委江啟臣則稱李翔宙為進民進黨當官而放棄國民黨。國民黨立委李彥秀更極其惡意地直批李翔宙的行徑是在求官。李翔宙則因不滿被批求官，於當日下午舉行記者會，宣布請辭。國民黨中央亦證實，現除了總統府秘書長林碧炤、外交部長李大維、國防部長馮世寬停權仍保有黨籍以外，李翔宙是直接申請退黨。10月18日，行政院長賴清德以其自身參與的民主政治經驗說服李翔宙接受慰留，李翔宙表示受民主政治的感動而留任。

### 駐丹麥大使
2018年2月26日，李翔宙卸任退輔會主委時曾被內定為升任國家安全會議正、副秘書長擇一職，最後府方以「另有任用」回應。2018年10月19日，總統蔡英文特任李翔宙為驻丹麦台北代表处代表（大使衔），並於2019年元旦正式生效。
2019年10月20日，世界羽聯（BWF）超級750賽丹麥公開賽時，以大使身分在丹麥親自率團為戴資穎加油打氣，並在官方臉書上發表合照。
2020年元旦，時任駐丹麥代表李翔宙參與丹麥官方聚會，全程以無看稿方式之下，以一口流利丹麥語發表致詞演說。其利用一年到任的時間，認真盡責地自學丹麥文，其做事態度再次引起各界對其激賞。
2020年中華民國空軍UH-60M黑鷹直升機墜毀事故公祭時，有四名憲兵士兵於總統蔡英文與國防部長嚴德發等人面前轉圈錯亂，在新聞直播錄下引起各界強烈撻伐。李翔宙以卸任司令的身份表示，他人遠在丹麥看了除了感嘆，更多的是不捨與心疼，「憲兵必須要有認錯的勇氣和改過的決心，沒有人不會犯錯，關鍵在我們是否坦然認錯、勇於改過。」李翔宙也呼籲後憲，稱憲兵素有榮譽自信的優良傳統，在這種時刻，憲兵更該齊心共勉，「期盼藉由後憲學長們的共同鼓舞支持，讓線上憲兵開創更榮耀、更寬廣的理想。」
2024年8月6日，總統賴清德發布命令，准予謝長廷、李翔宙退職。

## 著作
- 李翔宙（2011年5月19日）。美、中、臺戰略三角互動框架下兩岸信心建立措施之研究。國立中興大學國家政策與公共事務研究所碩士論文。
- 李翔宙（2011年7月1日）。中國大陸推動公共外交政策之探析。全球政治評論，35，53-80。

## 家庭
李翔宙出身軍人世家，父親為中華民國空軍軍官、飛行員，畢業於陸軍官校正18期，曾參與對日抗戰、第二次國共內戰、台海空戰等戰役，投身沙場、效忠國家。其妻也是軍人，為中華民國海軍軍官，屬軍人家庭，育有兩女，其中，大女兒現從事選舉研究、民調研究工作。

## 荣誉

### 中华民国勋章奖章
- 三等云麾勋章（2011年5月16日于台北总统府颁授[54]，並與摯友董翔龍同時晉任二級上將）